# Керчевское сельское поселение
Керчевское се́льское поселе́ние — упразднённое муниципальное образование в Чердынском районе Пермского края Российской Федерации, существовавшее в 2004 — 2020 годах. Административный центр — посёлок Керчевский.

## История
На территории ныне действующего муниципального образования «Керчевское сельское поселение», когда-то было много сельских Советов: Тагъяшерский, Шакшерский, Исаковский, Керчевский(в д. В. Керчево), а также сельсоветы за Камой.
1918 г. — Шакшерский волостной исполнительный комитет.
1924—1929 гг. — Шакшерский сельский исполнительный комитет Советов рабочих, крестьянских и красноармейских депутатов Чердынского *района Уральской области.
1929—1930 гг. — Шакшерский сельский исполнительный комитет Советов рабочих, крестьянских и красноармейских депутатов Чердынского района Верхне-Камского округа Уральской области.
1931—1934 гг. — Шакшерский сельский исполнительный комитет Советов рабочих, крестьянских и красноармейских депутатов Пермского района, Чердынского района Уральской области.
1935—1938 гг. — Шакшерский сельский исполнительный комитет Советов рабочих, крестьянских депутатов Пермского района, Чердынского района Свердловской области.
1939—1940 гг. — Исполнительный комитет Шакшерского сельского совета депутатов трудящихся Чердынского района Пермской области.
1941—1957 гг. — Исполнительный комитет Шакшерского сельского совета депутатов трудящихся Молотовской области .
1958—1959 гг. — Исполнительный комитет Шакшерского сельского совета депутатов трудящихся Чердынского района Молотовской области.
1960 г. в Шакшерский сельский совет влились Фроловский сельский совет и Тагъяшерский сельский совет, объединились и колхозы «Красный пахарь» — Тагъяшерского сельского совета, «Память Калинина» и «Свет» — Фроловского сельского совета с колхозом «Заря» — Шакшерског сельского совета. В итоге образовался колхоз «Красный пахарь» Шакшерского сельского совета.
По Шакшерскому сельскому совету насчитывалось всего населения 780 человек, в том числе: членов колхоза — 500 человек
рабочих и служащих — 280 человек.
Населенные пункты:
1. Н. Шакшер — 268 человек
2. В.Шакшер — 126 человек
3. Кирьянова — 88 человек
4. Баяндина — 67 человек
5. Матвеева — 112 человека
6. Митрофанова — 122 человека
Социально-культурно-бытовые учреждения:
1. Начальных школ — 2
2. Семилетних школ — нет
3. Фельдшерско-акушерских пунктов — 1
4. Участковых больниц — 1
5. Детских садов — нет
6. Почтовые отделения — 1
В 1992 году в связи с реформой органов власти руководящим органом стала Администрация Шакшерского сельского совета Чердынского района. В состав совета входят следующие населенные пункты: Н. Шакшер, Баяндина, Кирьянова, Матвеева, Митрофанова, В. Шакшер, Б. Тагъяшер, поселок Пашиб, деревня Пашиб, Исаково, Могильниково, В. Керчево, Н. Керчево, Пальник, Хмельники, Елевник, Петухово, Зелвы. Всего по совету насчитывается взрослого населения — 735 человек, детей — 210 человек. Социально-культурно-бытовые учреждения: Библиотека — 1 (с. Н.Шакшер), Клуб — 1(с. Н.Шакшер), Детский сад — 1 (с. Н.Шакшер)
В 1998 году прекратила свою деятельность администрация Шакшерского сельского Совета, передав свои полномочия Керчевской администрации.
Статус и границы сельского поселения установлены Законом Пермской области от 10 ноября 2004 года № 1735-355 «Об утверждении границ и о наделении статусом муниципальных образований Чердынского района Пермского края»
1 января 2020 года Законом Пермского края от 25 марта 2019 года № 374-ПК Керчевское сельское поселение было упразднено, все населённые пункты вошли в состав вновь образованного муниципального образования — Чердынский городской округ.

## Население
| 1997  | 2010  | 2012  | 2013  | 2014  | 2015  | 2016  |
| ----- | ----- | ----- | ----- | ----- | ----- | ----- |
| 853   | ↗2783 | ↘2631 | ↘2575 | ↘2529 | ↘2456 | ↘2401 |
| 2017  | 2018  | 2019  |       |       |       |       |
| ↘2340 | ↘2251 | ↘2161 |       |       |       |       |

## Состав сельского поселения
| №  | Населённый пункт | Тип населённого пункта          | Население |
| -- | ---------------- | ------------------------------- | --------- |
| 1  | Баяндина         | деревня                         | 23        |
| 2  | Большой Тагьяшер | деревня                         | 8         |
| 3  | Верхнее Керчево  | деревня                         | 33        |
| 4  | Верхний Шакшер   | деревня                         | 8         |
| 5  | Гремячево        | посёлок                         | 242       |
| 6  | Елевник          | деревня                         | 3         |
| 7  | Зелвы            | деревня                         | 4         |
| 8  | Исаково          | деревня                         | 24        |
| 9  | Керчевский       | посёлок, административный центр | ↘1676     |
| 10 | Кирьянова        | деревня                         | 18        |
| 11 | Митрофанова      | деревня                         | 7         |
| 12 | Могильникова     | деревня                         | 2         |
| 13 | Нижнее Керчево   | деревня                         | 99        |
| 14 | Нижний Шакшер    | село                            | 47        |
| 15 | Пальник          | деревня                         | 0         |
| 16 | Пашиб            | деревня                         | 0         |
| 17 | Пашиб            | посёлок                         | 0         |
| 18 | Петухова         | деревня                         | 7         |

## Инфраструктура
Действуют ТОО «Исаковское», Шакшерское сельпо, Пашибский лесоучасток Керчевского рейда, 7 медпунктов, 3 начальных школы.